# Hernando de Cabezón

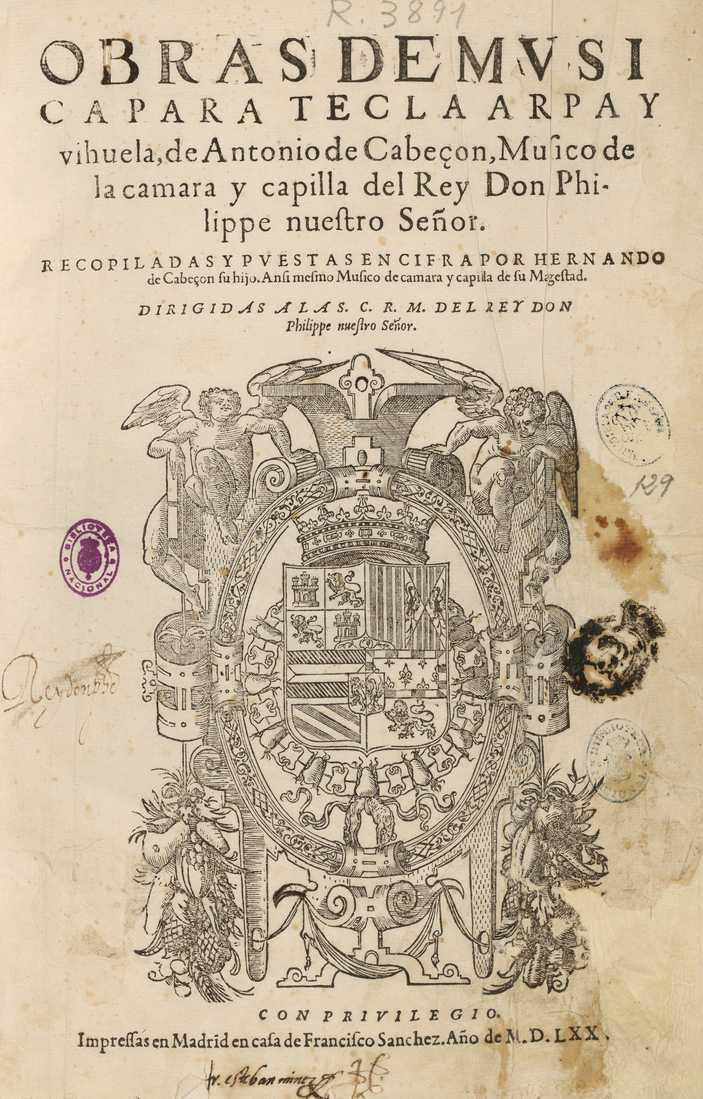
Obras de musica para tecla, arpa y vihuela de Antonio de Cabeçon, publicades a Madrid, pel seu fill Hernando de Cabezón.

Hernando de Cabezón (Madrid, 7 de setembre de 1541 - Valladolid, 1 d'octubre de 1602) fou un organista i compositor espanyol, fill d'Antonio de Cabezón.
Des de gener fins a desembre de 1559 va ser organista substitut de la capella reial. Va ser nomenat organista de la catedral de Sigüenza el 15 de novembre de 1563, el capítol d'aquesta ciutat el nomenà per les bones referències que sobre seu tenia, encara que a causa de l'habitual lentitud de la burocràcia imperant fins al 29 de novembre de l'any 1564 no se li dona llicència «per tocar l'orgue i orgues de l'església», després de sotmetre'l a l'habitual investigació sobre la seva ascendència a càrrec de la Inquisició espanyola.
El 1566 va succeir al seu pare com a organista del rei Felip II. Va acompanyar la cort als seus nombrosos viatges, romanent al Regne de Portugal entre 1580 i 1581. A la mort de Felip II va continuar com a músic de cambra del nou rei Felip III de Castella fins a la seva defunció. Publica l'any 1578 Obras de musica para tecla, arpa y vihuela d'Antonio de Cabeçon/recopiladas y puestas en cifra por Hernando de Cabeçon (Madrid, a casa de Francisco Sanchez, 1578), dos llibres de música posats en compendi (tabulatures) amb composicions del seu pare Antonio de Cabezón i de si mateix amb obres per a tecla, arpa i viola de mà. Es tracta d'obres de caràcter tant litúrgic com profà, tiento, cançons i conjunts de variacions.